# Хукер, Джозеф
Джозеф Хукер (англ. Joseph Hooker) (13 ноября 1814 — 31 октября 1879) — генерал-майор армии Союза (северян) во время Гражданской войны в США. Командир I корпуса Потомакской армии, в январе — июне 1863 года — командующий Потомакской армией, впоследствии до конца войны — снова командир корпуса. Участник ряда важнейших сражений Гражданской войны, командующий армией Потомака в битве при Чанселорсвилле.

## Ранние годы
Джозеф Хукер родился в городе Хадли, штат Массачусетс, в семье офицера-ветерана войны за независимость США. Первоначальное образование Хукер получил в Академии Хопкинса, после чего поступил в военную академию Вест-Пойнт. Он закончил её в 1837 году 29-м по успеваемости из 50 выпускников и был определен в 1-й артиллерийский полк в звании второго лейтенанта.
В качестве офицера Хукер участвовал в войне с семинолами и в американо-мексиканской войне, где служил в основном на штабных должностях при Закари Тейлоре и Уинфилде Скотте. За штабную работу он получил временные повышения: капитана после сражения при Монтеррей, майора за сражение при Нешенел-Бридж и подполковника за Чапультепек. С 1853 по 1859 гг. из-за ссоры с генералом Уинфилдом Скоттом не состоял на службе. В 1859 г. Хукер стал служить в калифорнийской милиции в звании полковника.

## Гражданская война
Сразу после начала войны Хукер пожелал вступить в армию Союза (северян), но ему было отказано из-за недоброжелательного отношения командующего Уинфилда Скотта. В качестве гражданского лица он присутствовал на поле боя первого сражения при Булл-Ран, после чего написал письмо Линкольну, где осуждал армейское командование и просил принять его на службу. В итоге Хукер был принят в армию в звании бригадного генерала. Бригада Хукера в августе 1861 года состояла из четырёх полков
- 2-й Нью-Гемпширский пехотный полк, полковник Джилман Марстон
- 1-й Массачусетский пехотный полк, полковник Роберт Каудин
- 11-й Массачусетский пехотный полк, полковник Джордж Кларк
- 26-й Пенсильванский пехотный полк, полковник Уильям Смолл

После назначения нового главнокомандующего — генерала Макклеллана — Хукер стал командовать дивизией в создаваемой Потомакской армии. В сентябре 1861 года его дивизия состояла из бригад Генри Негли, Дениеля Сиклса и Луиса Бленкера.
Во время кампании на полуострове Хукер командовал 2-й дивизией 3-го корпуса, и заслужил репутацию смелого и агрессивного командира. Он хорошо проявил себя в сражении при Уильямсберге, после которого был повышен до генерал-майора (5 мая 1862), и в Семидневной битве. Он был крайне недоволен командованием генерала Макклелана и открыто критиковал его за неудачное наступление на Ричмонд. «Он не только не солдат, он вообще не знает, что такое служба», — говорил он о Макклелане. На полуострове сформировалась репутация Хукера: его боевое рвение и его пристрастие к спиртному — он выпивал иногда даже на поле боя.
Солдаты очень любили Хукера. Его дивизия отличилась в ряде сражений, после чего 6 сентября 1862 он был назначен командиром I корпуса Потомакской армии. В сражении при Энтитеме 17 сентября Хукер вновь проявил себя как смелый и упорный командир. В ходе битвы он лично вёл своих солдат в атаку и получил ранение в ногу, после чего был вынужден оставить поле боя.
Вылечившись от раны, Хукер был назначен новым главнокомандующим, Бернсайдом, командиром так называемой гранд-дивизии, в состав которой входили III и V корпуса. В битве под Фредериксбергом Хукер решительно протестовал против безумных атак на неприступные позиции южан на высотах Мари, но был вынужден подчиниться приказу. Его войска понесли тяжёлые потери и были вынуждены отступить. Отношения Хукера и Бернсайда окончательно испортились, и в начале 1863 года, узнав о планах главнокомандующего вновь атаковать мощные укрепления противника, Хукер отправил письмо президенту Линкольну, в котором разоблачил несостоятельность Бернсайда. Вскоре Бернсайд был отправлен в отставку.

### Главнокомандующий Потомакской армией
В январе 1863 для Джозефа Хукера наступил «звёздный час» — он был назначен командующим армией Потомака. Хукер провёл ряд реформ, вселивших в приунывших от череды поражений солдат боевой дух и спланировал новое наступление на Северовиргинскую армию генерала Ли. План Хукера выгодно отличался от предыдущих: предполагалось не атаковать противника в лоб, а обойти его с тыла и разгромить мощным двойным ударом. Успех обещало и огромное численное превосходство северян: против 55-тысячной армии генерала Ли Хукер мог выставить 120 тысяч бойцов.

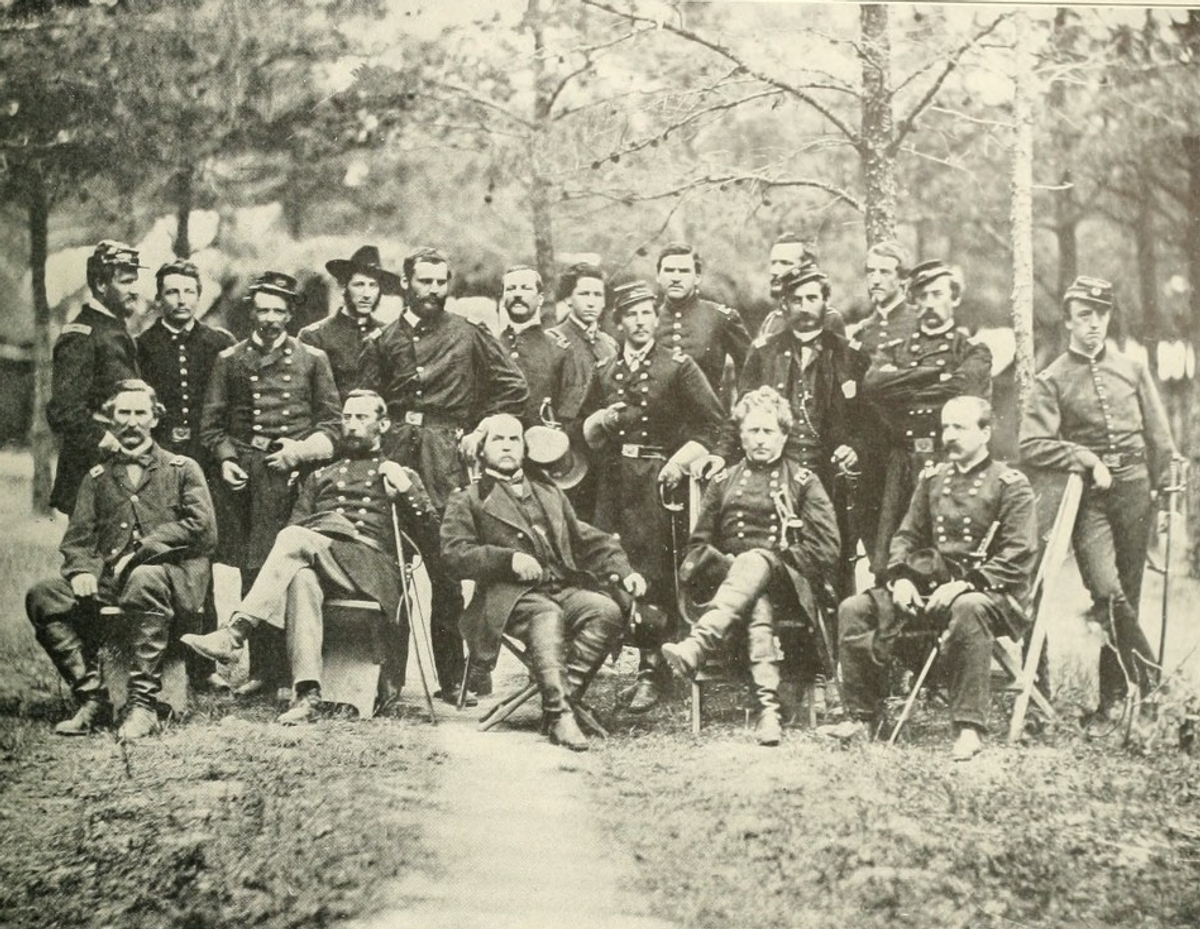
Генерал Джозеф Хукер (сидит второй справа) и его штаб, 1863 год

1—5 мая состоялось сражение при Чанселорсвилле. Вначале наступление северян развивалось достаточно успешно, но здесь Хукер совершил ряд ошибок: в частности, приказал успешно сражающимся войскам отступить перед немногочисленным противником. В результате генерал Ли перехватил инициативу. Вечером 2 мая корпус одного из лучших полководцев южан Томаса Джексона нанёс сильнейший удар по незащищённому правому флангу северян, обрушившись на корпус генерала Ховарда. Корпус Ховарда был наголову разгромлен и обратился в беспорядочное бегство, однако и сам Джексон был смертельно ранен в самом конце боя.
3 мая южане продолжили наступление, но сумели лишь немного потеснить противника. Несмотря на предшествовавшие неудачи, северяне все ещё имели огромное численное преимущество, корпус генерала Седжвика сумел даже выбить южан с их позиций, хотя конфедераты и остановили его дальнейшее наступление. Однако Хукер, получив лёгкое ранение, окончательно растерялся и отдал приказ об отступлении. 5 мая сражение завершилось возвращением армии Потомака на исходные позиции. Таким образом, северяне потерпели очередное поражение, и ответственность за него нёс командующий.
Оценивая поведение Хукера, можно сказать, что это был прекрасный командир дивизионного и корпусного уровня, однако он не был готов руководить целой армией, для чего ему не хватало ни опыта, ни способностей. Линкольн, однако, оставил Хукера командовать армией, но в июне уже южане начали решающее наступление. Разногласия между Хукером и главнокомандующим Халлеком нарастали, и в итоге 27 июня Хукер подал прошение об отставке:

СЕНДИ ХУК, 27 июня 1863 года, 13:00 (получено 15:00) Первоначальные инструкции требуют от меня прикрывать Харперс-Ферри и Вашингтон. Теперь я имею перед собой ещё и противника, превосходящего мои силы. Я прошу быть понятым, уважительно, но твердо: в таких условиях я не могу выполнять эти задачи и искренне прошу освободить меня, наконец, от занимаемой мной должности.
Оригинальный текст (англ.)–  SANDY HOOK, June 27,  1863, 1  p.m. (Received 3 p.m.)  My original instructions require me to cover Harper's Ferry and Washington. I have now imposed upon me, in addition, an enemy in my front of more than my number. I beg to be understood, respectfully, but firmly, that I am unable to comply with this condition with the means at my disposal, and earnestly request that I may at once be relieved from the position I occupy.
— Переписка Хукера
В результате 28 июня Линкольн, окончательно убедившись в некомпетентности Хукера как командующего армией, приказал ему сдать командование генералу Миду. Именно Мид руководил армией Севера в решающем сражении при Геттисберге. Хукер, однако, получил благодарность Конгресса за начало Геттисбергской кампании.
Во избежание конфликтов Хукер вместе с 11-м и 12-м корпусами армии Потомака был переброшен на Западный фронт боевых действий. Здесь Хукер вновь проявил себя как прекрасный командир корпусного уровня. Его солдаты отличились в битве при Чаттануге и в битве за Атланту. В сражении при Ресаке его корпус, хотя и с опозданием, всё же прибыл на левый фланг федеральной армии и успел спасти корпус Ховарда, попавший под фланговую атаку.

## Послевоенная жизнь

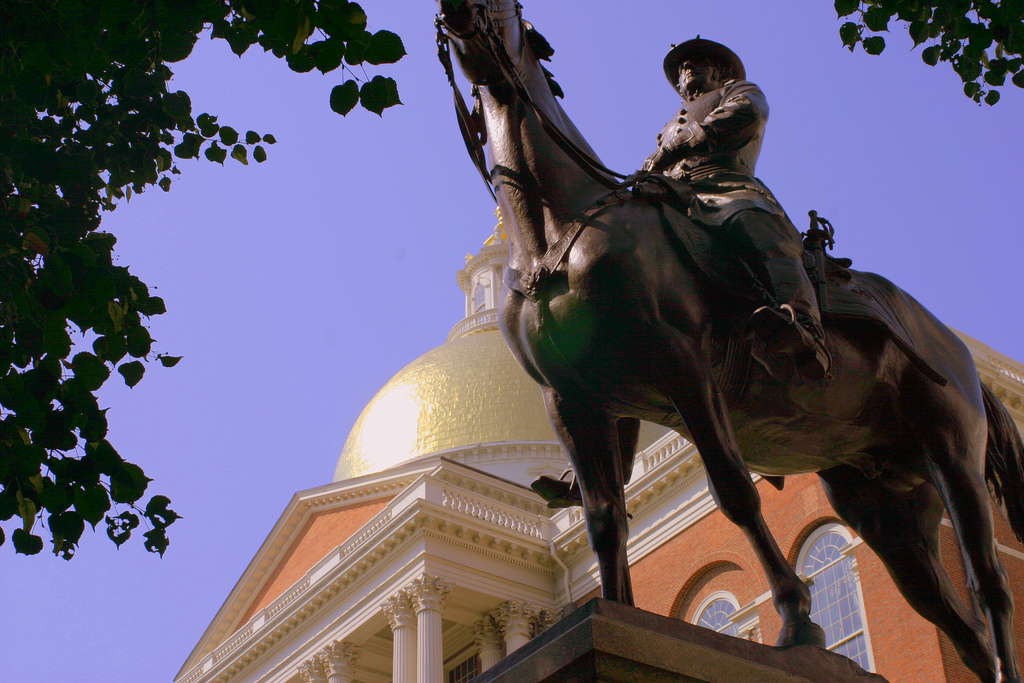
Памятник Джозефу Хукеру рядом с Капитолием штата Массачусетс

Хотя в самом конце войны Хукер женился, его здоровье было подорвано военными испытаниями. Он продолжал служить в армии США вплоть до 1868 г., когда Хукер вышел в отставку. В 1879 году во время визита в Гарден-Сити (штат Нью-Йорк) Хукер скончался. Его тело было погребено в городе Цинциннати, штат Огайо, на родине его жены.

## Интересные факты
- Генерал Хукер был известен под прозвищем Драчливый Джо (англ. Fighting Joe), появившимся в результате типографской ошибки: освещавшая ход кампании на полуострове газетная заметка, которая должна была называться Fighting—Joe Hooker Attacks Rebels («Битва: Джо Хукер атакует повстанцев»), вышла под заголовком без тире: Fighting Joe Hooker Attacks Rebels («Драчливый Джо Хукер атакует повстанцев»)[4].